# Campo (Kamerun)
Campo (während der deutschen Kolonialzeit Kampo benannt) ist eine Gemeinde im Département Océan in der Region Süd in Kamerun. Die Stadt hatte während der Volkszählung 2005 2946 Einwohner, in der Gemeinde lebten 6923 Menschen, verteilt auf 19 Dorfschaften.

## Geografie
Die Ortschaft liegt am Ufer des Golfs von Guinea am Ende der Nationalstraße 7 (N7), 64 km südlich der Departement-Hauptstadt Kribi. Das Stadtzentrum liegt 4 km nördlich der Mündung des Flusses Ntem (ehemals Kampofluß), der die Grenze zu Äquatorialguinea markiert. Der Campo-Ma’an-Nationalpark liegt unmittelbar im Nordosten.

## Geschichte
Campo war während der deutschen Kolonialzeit Landestelle. Der Ort wurde zu Beginn des Ersten Weltkrieges von dem französischen Panzerkreuzer Bruix beschossen.